# CMV (microcotxe)
El CMV fou un microcotxe elèctric construït a València entre 1944 i 1946 per l'empresa Industrial de Construcciones Móviles, SA. Dissenyat per l'enginyer Ernesto Rodríguez Iranzo, fou presentat a la Fira de Mostres de València de 1945 en versió taxi i furgoneta de repartiment, tot i que no consta que s'arribés a comercialitzar mai. Es tractava d'un vehicle elèctric amb motor i acumuladors anteriors i tracció anterior.